# Arhitectură de înaltă tehnologie
Arhitectura de înaltă tehnologie, cunoscută și sub numele de expresionism structural, este un tip de stil arhitectural modern târziu care a apărut în anii 1970, încorporând elemente ale industriei și tehnologiei high tech în proiectarea clădirilor. Arhitectura high-tech a crescut din stilul modernist, utilizând noi progrese în tehnologie și materiale de construcție. Accentuează transparența în proiectare și construcție, căutând să comunice structura subiacentă și funcția unei clădiri în interiorul și exteriorul său. Arhitectura de înaltă tehnologie folosește pe scară largă aluminiu, oțel, sticlă și într-o măsură mai mică beton (tehnologia pentru care s-a dezvoltat mai devreme), deoarece aceste materiale deveneau tot mai avansate și disponibile într-o varietate mai largă de forme la momentul stilului se dezvoltă - în general, progrese într-o tendință spre ușurința greutății.
Arhitectura de înaltă tehnologie se concentrează pe crearea de clădiri adaptabile prin alegerea materialelor, elementelor structurale interne și designului programatic. Acesta caută să evite legăturile cu trecutul și, ca atare, evită materialele de construcție utilizate în mod obișnuit în stilurile mai vechi de arhitectură. Elementele obișnuite includ podele suspendate sau deasupra, lipsa pereților portanți interni și spații reconfigurabile. Unele clădiri încorporează culori proeminente, strălucitoare, în încercarea de a evoca sensul unui desen sau diagramă. Tehnologia de vârf utilizează un accent pe stilul industrial și un spațiu central mare deservit de multe zone de întreținere mai mici pentru a evoca un sentiment de deschidere, onestitate și transparență.
Istoricul Reyner Banham a făcut referire la primele clădiri de înaltă tehnologie drept „magazii deservite” datorită expunerii lor la servicii mecanice în plus față de structură. Majoritatea acestor exemple timpurii au folosit oțelul structural expus ca material ales. Întrucât secțiunile structurale goale (dezvoltate de Stewarts și Lloyds și cunoscute în Marea Britanie sub denumirea de Rectangular Hollow Section (RHS)) deveniseră disponibile pe scară largă doar la începutul anilor 1970, arhitectura de înaltă tehnologie a experimentat multe experimente cu acest material.
Printre practicanții de top ai stilului se numără: Bruce Graham, Fazlur Rahman Khan, Minoru Yamasaki, Sir Norman Foster, Sir Richard Rogers, Sir Michael Hopkins, Renzo Piano și Santiago Calatrava.